# Monochelus femoratus
Monochelus femoratus är en skalbaggsart som beskrevs av Hermann Burmeister 1855. Monochelus femoratus ingår i släktet Monochelus och familjen Melolonthidae. Inga underarter finns listade i Catalogue of Life.